# Insomnia (2002)
Insomnia (prt: Insónia; bra: Insônia) é um filme de suspense psicológico norte-americano, dirigido por Christopher Nolan e estrelado por Al Pacino, Robin Williams e Hilary Swank. Ele conta a história de dois detetives de homicídios de Los Angeles que investigam um assassinato em uma cidade do norte do Alasca. Um remake do filme de 1997 norueguês de mesmo nome, Insomnia foi lançado em 24 de maio de 2002, obtendo aclamação da crítica e sucesso comercial, arrecadando US$ 113 milhões em todo o mundo.

## Elenco
- Al Pacino como Detetive Will Dormer
- Robin Williams como Walter Finch
- Hilary Swank como Ellie Burr
- Maura Tierney como Rachel Clement
- Martin Donovan como Detetive Hap Eckhart
- Nicky Katt como Fred Duggar
- Paul Dooley como Chefe Nyback
- Crystal Lowe como Kay Connell
- Jay Brazeau como Francis
- Larry Holden como Farrell
- Kerry Sandomirsky como Trish Eckhart
- Lorne Cardinal como Rich
- Katharine Isabelle como Tanya Francke
- Jonathan Jackson como Randy Stetz

## Crítica
Insomnia recebeu críticas muito positivas. No site Rotten Tomatoes o filme possui um índice de aprovação de 92%, baseado em 167 críticas, com uma média de 7,7/10. O consenso é "Guiado pela interpretação de Pacino, Insomnia é um esperto drama psicológico". No site Metacritic o filme tem uma aprovação de 78/100, baseado em 36 críticas, indicando "críticas geralmente favoráveis".

## Adaptação
Robert Westbrook adaptou o roteiro para um romance, que foi publicado pela Onyx em maio de 2002.